# Banys de Llo

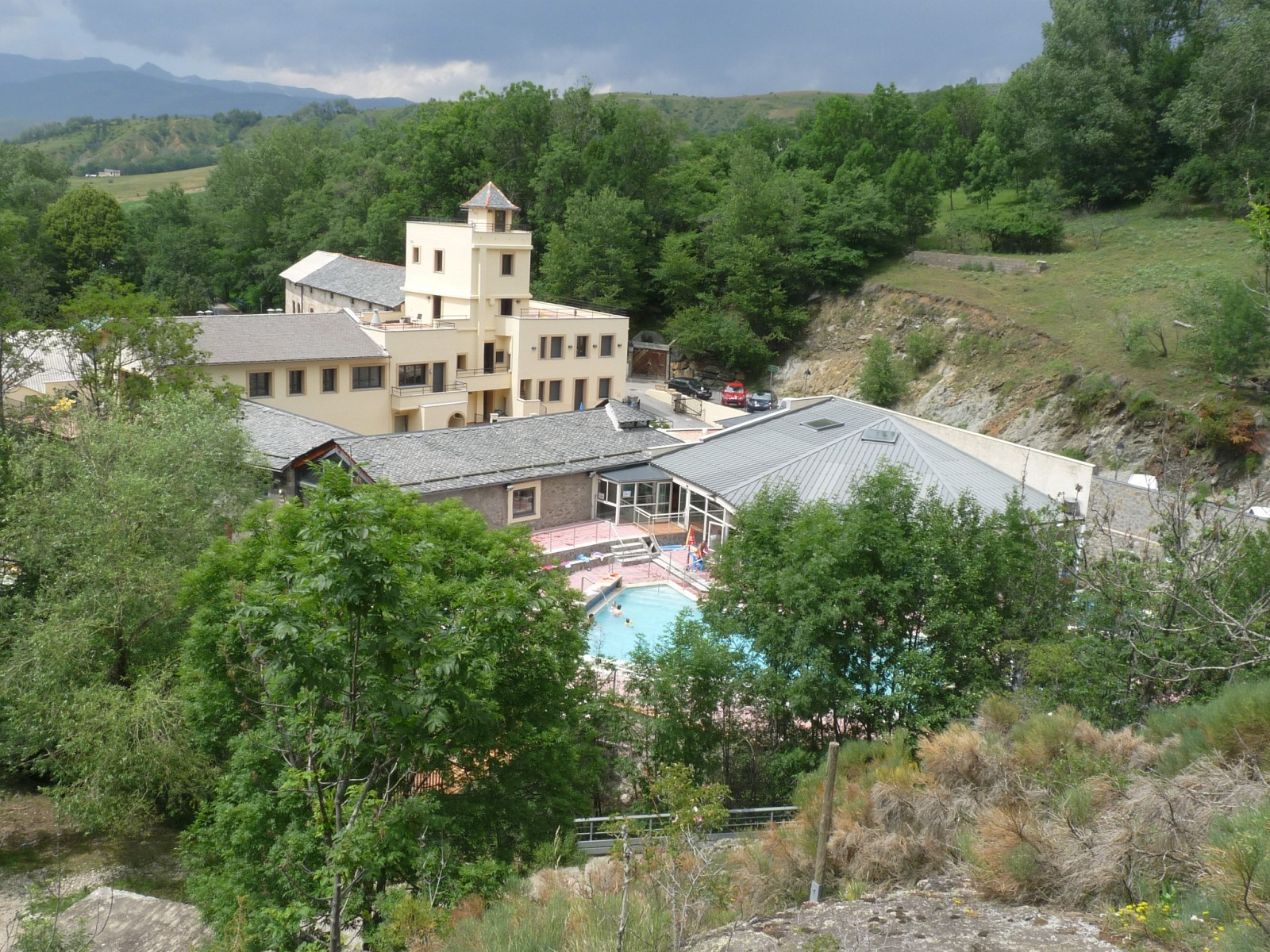
Vista general dels Banys de Llo

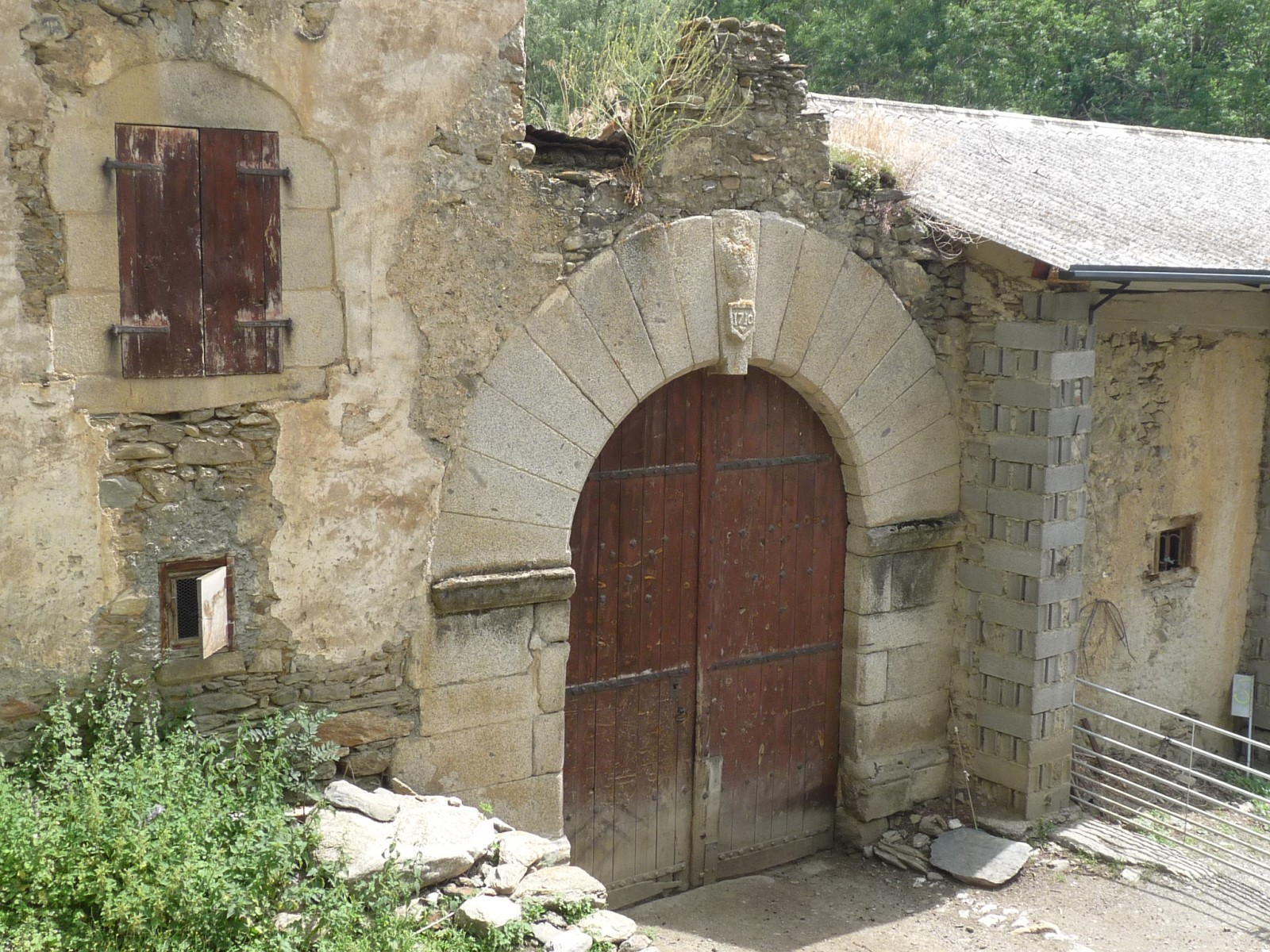
Porta de l'antic Mas d'en Girvés

Els Banys de Llo és un petit establiment termal del terme comunal de Llo, de la comarca de l'Alta Cerdanya, a la Catalunya del Nord. Estan situats a l'antic Mas d'en Girvés, a la dreta del Segre, a prop a migdia del poble de Llo i també a prop al nord-oest de les Gorges del Segre. Entre els edificis del vell Mas d'en Girvés hi ha la capella de Sant Gabriel del Mas d'en Girvés.
Les aigües calentes dels Banys de Llo són de caràcter sulfurós i molt riques en minerals, cosa que les fa molt recomanables d'una banda per al reumatisme i de l'altra, per a la cura de la pell. Foren renovats vers el 2012, i ofereixen uns preus molt assequibles. Hi ha allotjament, així com una àrea lliure, sense serveis, per a autocaravanes molt propera, a prop de l'església de Sant Fructuós de Llo. És destí freqüent de moltes de les rutes d'excursionisme a peu o amb bicicleta de la Cerdanya.